# ژرژ کاترو
ژرژ کاترو (انگلیسی: Georges Catroux؛ ۲۹ ژانویه ۱۸۷۷ – ۲۱ دسامبر ۱۹۶۹) یک فرد نظامی اهل فرانسه بود. وی در تاریخ ۲۴ ژوئن ۱۹۴۱ تا ۷ ژوئن ۱۹۴۳ نماینده کل فرانسه در سوریه و لبنان بود و همچنین ریاست نیروهای فرانسه آزاد در سوریه و لبنان نیز را بر عهده داشت.
وی همچنین برنده جوایزی همچون لژیون دونور (صلیب بزرگ) شده است.